# Contento (álbum de Mike Bahía)
Contento es el segundo álbum de estudio, y el tercero en general del cantante colombiano Mike Bahía.
El álbum se caracteriza por el estilo urbano y tropical de Mike Bahía, donde hay una combinación de ritmos como el reguetón, reggae y música latina. Asimismo, el álbum marca la evolución de Mike Bahía como artista internacional después de haber ganado el Premio Grammy  Latino como Mejor artista nuevo en 2020.
De este álbum, se desprenden algunos sencillos como: «Ay amor», «La rutina», «Colorao» y «Cuenta conmigo» entre otros. En este álbum, están incluidas las participaciones de Llane, Guaynaa, Ñejo, Lenny Tavárez, PJ Sin Suela y Mozart La Para entre otros.

## Lista de canciones
| N.º | Título                                                                 | Duración |  |
| 1.  | «Navegando»                                                            | 2:59     |  |
| 2.  | «Cuenta conmigo» (con Llane, PJ Sin Suela y Mozart La Para)            | 3:22     |  |
| 3.  | «Nadie más» (con Andy Rivera e Ir Sais)                                | 3:41     |  |
| 4.  | «Ay amor» (con Guaynaa y Ñejo)                                         | 3:29     |  |
| 5.  | «La rutina»                                                            | 3:12     |  |
| 6.  | «Quiéreme»                                                             | 3:02     |  |
| 7.  | «Ropa interior» (con Beelé, Maxiolly y Blessd)                         | 3:20     |  |
| 8.  | «Colorao» (con Lenny Tavárez)                                          | 3:18     |  |
| 9.  | «A dónde te me fuiste» (con Cornelio Vega y Su Dinastía, y Ramón Vega) | 3:12     |  |
| 10. | «Sola» (con Stanley Jackson)                                           | 2:50     |  |
| 11. | «Aspirina»                                                             | 3:14     |  |
| 12. | «La vida»                                                              | 1:10     |  |
| 13. | «La rutina» (Road Version)                                             | 2:27     |  |